# Arthroplea congener
Arthroplea congener ist eine Eintagsfliegen-Art. Sie ist der einzige Vertreter ihrer Gattung in Europa und eine von weltweit nur zwei Arten der Familie.

## Merkmale
Die Imagines der Art sind klein (ca. 10 mm lang) und überwiegend dunkelbraun gefärbt mit klaren Flügeln ohne Zeichnung. Die Gonopoden des Männchens sind fünfgliedrig. Die beiden Schwanzfäden sind etwa zweimal so lang wie der Körper, ein Terminalfilum fehlt. In der Flügeläderung und der allgemeinen Erscheinung ähneln die Tiere Vertretern der Familie Ecdyonuridae.
Die Larven weisen als eigentümliche Sonderbildung stark verlängerte und behaarte Maxillarpalpen auf, die den Kopf halbkreisförmig umgeben, diese sind etwa doppelt so lang wie die Kopfbreite. Sie erzeugen beim lebenden Tier durch schnelle Bewegung eine Wasserströmung und dienen als Filterapparat zum Ausfiltrieren von Nahrungspartikeln, überwiegend Algen. Die kleinen Larven sind recht dunkel gefärbt, der Körper ist hoch gewölbt, aber der Kopf abgeplattet. Am Hinterleib sitzen sieben Paar dreieckig bis herzförmig geformter Kiemenblättchen. Die drei Schwanzfäden besitzen etwa gleiche Länge.

## Ökologie und Lebensweise
Arthroplea congener ist eine Art stehender, allerhöchstens sehr langsam fließender Gewässer. Die bewohnten Gewässer sind immer kühl, mehr oder weniger sauer, meist recht flach. Häufig handelt es sich um Moorgewässer. Die Ernährung als aktiver Filtrierer, der selbst eine Wasserströmung erzeugt, ist unter den europäischen Eintagsfliegenlarven einzigartig. Sie ist als Anpassung an das Leben in stehenden Gewässern zu deuten.

## Verbreitung
Die Art ist boreal verbreitet und in Europa vor allem in Skandinavien häufiger, wo sie auch entdeckt und beschrieben wurde (Schweden). In Mitteleuropa ist sie extrem selten und auf kühle, moorige Gewässer der Mittelgebirge beschränkt. Viele Nachweise liegen in Quell- und Bachanstauungen (mit besonders kühler Wassertemperatur). Funde liegen vor aus dem Harz, dem Thüringer Wald, dem Bayerischen Wald und der Oberlausitz. Weitere Funde schließen in der Tschechischen Republik und der Slowakei an. Vereinzelte Funde gibt es aus dem nordosteuropäischen Tiefland (Polen, Brandenburg). In England ist die Art ausgestorben. Insgesamt handelt es sich um eine der seltensten europäischen Arten mit sehr wenigen Nachweisen. Nach der Roten Liste für die Bundesrepublik Deutschland gilt sie als vom Aussterben bedroht (Rote Liste Kategorie 1).